# Democràcia parlamentària

Els estats amb sistemes parlamentaris es mostren en roig (monarquies) i taronja (repúbliques)

Un sistema parlamentari, democràcia parlamentària o parlamentarisme, és un sistema d'organització política en què la branca executiva del govern depèn del suport directe o indirecte del parlament, sovint expressat per mitjà d'un vot de confiança. Per tant, no hi existeix una clara separació de poders entre les branques legislativa i executiva ni el sistema de verificació i balança comú del presidencialisme. No obstant això, el sistema parlamentari té més flexibilitat i capacitat de resposta que no pas el presidencialisme.
Com a sistema democràtic, en la democràcia parlamentària la sobirania popular està representada per diputats i/o senadors, elegits en eleccions lliures i periòdiques, que exerceixen la seva funció legislativa en el marc d'un parlament.
Intel·lectualment aquest pensament el van formalitzar com a tal diversos filòsofs durant el segle xvi i XVII. Un dels primers fou Jean Bodin (1530-1596)[1] que proposava una monarquia sense limitacions jurídiques (però sí les religioses) a qui tots els súbdits havien de retre obediència (però admetia que aquest sistema podia degenerar en una tirania). El teòric més important per definir l'absolutisme fou l'anglès Thomas Hobbes (1588-1679).[1] Ell considerava que els humans en estat natural són dolents i lluiten entre ells per sobreposar-se els uns damunt dels altres; per això considerava necessari que renunciessin a la seva llibertat en favor d'un ens sobirà omnipotent que vetllés pel benestar general. Finalment l'influent clergue Bossuet (1627-1704)[1] va aportar la teoria de l'origen diví de la monarquia francesa durant l'enfrontament que aquesta mantenia amb el Papa de Roma sobre qui devia obediència a qui, teoria que després van reivindicar totes les monarquies (i posteriorment algunes dictadures, admiradores de l'absolutisme). Alguns pensadors sostenien que, com que el rei és escollit per Déu, el monarca ha de tenir en l'exercici de les seves funcions els mateixos límits que la divinitat, és a dir, cap.
En la majoria dels sistemes parlamentaris els càrrecs de cap d'estat i cap de govern són ostentats per dues persones distintes; el cap d'estat té una posició de representació o una funció merament cerimonial, amb poders limitats que pot utilitzar en temps de crisi, els quals (per convenció o per ordre constitucional) només poden utilitzar-se sota el consell i l'aprovació del cap de govern. A altres sistemes parlamentaris especials (anomenats sistemes semipresidencialistes), el president (com a cap d'estat) té més poders i funcions governamentals.

## Govern executiu

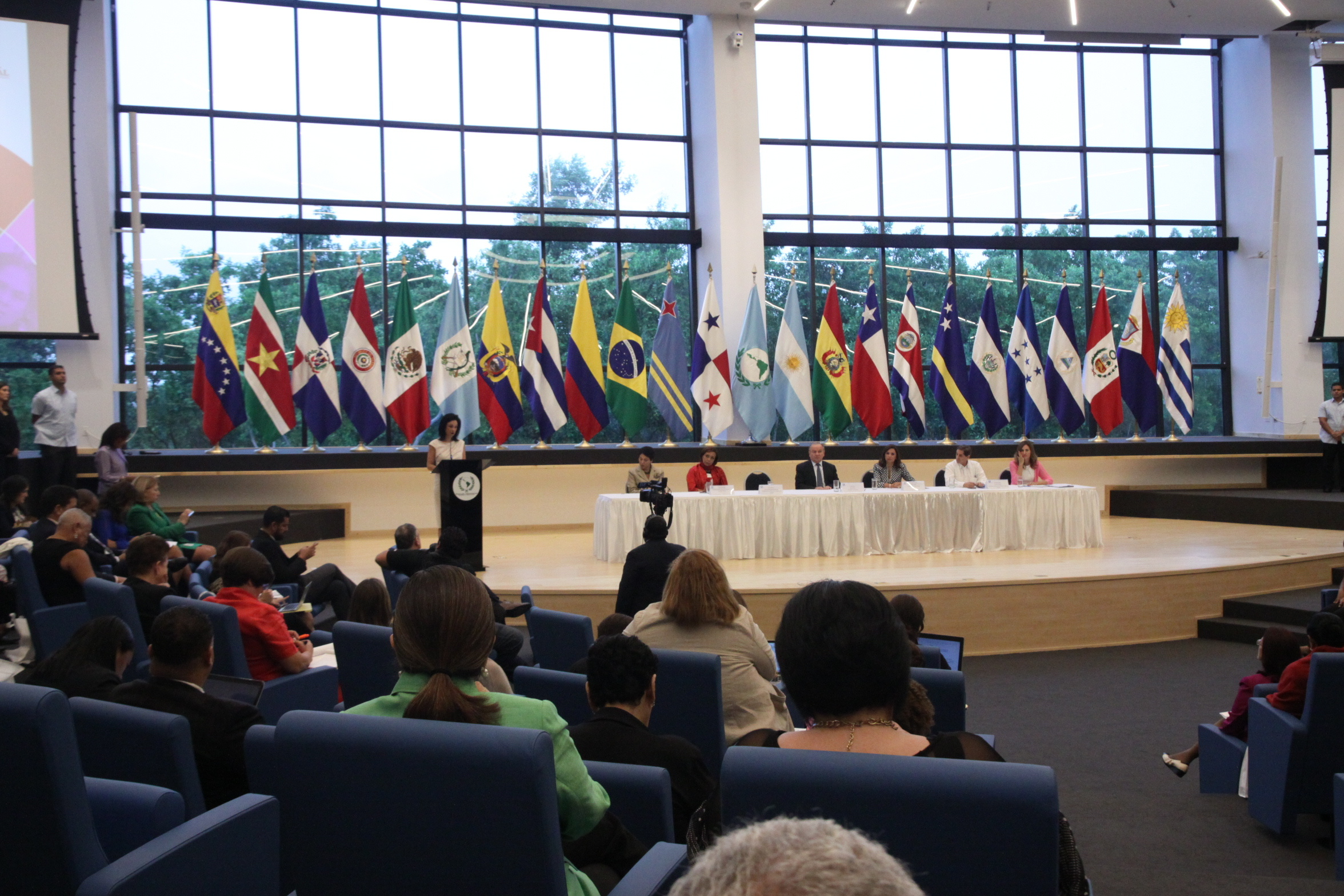
Commemoració dels 50 anys del Parlament Llatinoamericà

La branca executiva dels sistemes parlamentaris és conformada per un gabinet, encapçalat pel primer ministre, considerat cap de govern. El primer ministre i els ministres del gabinet típicament provenen del parlament i sovint en són membres i alhora ministres. El líder del partit majoritari, o d'un grup de partits en coalició, és elegit o designat com a primer ministre. A Espanya, però, aquest càrrec, a diferència de la majoria dels països que són governats sota un sistema parlamentari, rep el nom de "president del govern". A les comunitats autònomes aquest càrrec pot tenir diversos noms, encara que el més comú n'és "president".
A molts països amb sistemes parlamentaris, el gabinet, un dels membres, o el primer ministre, poden ser remoguts per mitjà d'una moció de censura. Per altra banda, el president, com a cap del poder executiu, pot dissoldre el parlament i realitzar noves eleccions.

## Govern legislatiu
Les branques legislatives dels sistemes parlamentaris poden ser producte d'un sistema de vot uninominal majoritari o d'un sistema de representació proporcional. El primer cas és utilitzat principalment als països de la Comunitat Britànica de Nacions, i en poques ocasions és necessari formar un govern de coalició. Per contra, els sistemes de representació proporcional, utilitzats sobretot als països de l'Europa continental, tendeixen a produir coalicions multi-partidistes.

## Alguns tipus de sistemes parlamentaris
Un sistema parlamentari en què el cap de l'Estat és un monarca s'anomena monarquia constitucional o monarquia parlamentària.
Un sistema parlamentari al qual el cap de l'Estat és escollit de manera més o menys democràtica, en comptes d'heretat com al cas d'una monarquia, pot ser una república parlamentària. En aquest cas el cap d'Estat sol ser el president i el cap de govern pot ser la mateixa persona (sistema presidencialista) o una altra figura, per exemple un primer ministre.

## Avantatges i inconvenients del parlamentarisme
El model parlamentari conviu, però s'oposa al model presidencialista. I és en aquest sentit quan es tracten els avantatges i inconvenients de cadascun de dits sistemes de govern.
- Es reconeixen com a avantatges del sistema parlamentarista:

1. Major representació del conjunt social en la mesura que les decisions s'han de consensuar en moltes ocasions entre diverses faccions polítiques representades en el Parlament.
2. Millor capacitat de resposta enfront d'una crisi de govern en la mesura que pot canviar el poder executiu adoptant la moció de censura.
3. Major consens de les decisions es considera més la participació i el treball en equip.
4. Adaptabilitat Es considera àmpliament que els sistemes parlamentaris com el del Regne Unit són més flexibles, cosa que permet un canvi ràpid en la legislació i les polítiques sempre que hi hagi una majoria o coalició estable al parlament, permetent al govern tenir "pocs límits" legals sobre el que es pot fer".
5. Escrutini i rendició de comptes Sovint s'assenyala que el sistema de fusió del Regne Unit és avantatjós pel que fa a la rendició de comptes. El govern centralitzat permet una major transparència quant a on s'originen les decisions, a més, els ministres del gabinet del Regne Unit estan subjectes a períodes de preguntes setmanals en què s'examinen les seves accions i polítiques
6. Distribució del poder Un estudi del Banc Mundial del 2001 va trobar que els sistemes parlamentaris estan associats amb menys corrupció.

- Es presenten com a inconvenients del Presidencialisme:

1. No Separació de poders entre l'executiu i el legislatiu. Els sistemes parlamentaris a Europa han donat lloc a caps de govern molt poderosos, que és més aviat allò que sovint es critica dels sistemes presidencials.
2. Excesiva vinculació del poder executiu amb el partit polític majoritari en el Parlament, que pot derivar en partitocràcia.
3. La seva forma més estable acaba essent el bipartidisme.
4. Manca de rendició de comptes democràtics Totes les democràcies parlamentàries actuals contemplen l'elecció indirecta o el nomenament del cap de govern. Com a resultat, l'electorat té un poder limitat per destituir o instal·lar la persona o partit que exerceix el poder més gran. Encara que la votació estratègica pot permetre que el partit del primer ministre sigui destituït o apoderat, això pot ser a costa de les preferències dels votants en els molts sistemes parlamentaris que utilitzen el primer a passar al càrrec, o no tenir cap efecte a desallotjar a aquells partits que consistentment en formen part.

## El sistema parlamentari en l'actualitat
En el cas del sistema parlamentari, la separació o divisió de poders es troba atenuada, implantant-se un règim de col·laboració entre poders. En aquest cas, les facultats de control estan molt desenvolupades, i els poders de l'Estat es poden afectar mútuament. Fins i tot, i sota determinades circumstàncies, algun dels òrgans de l'Estat pot revocar el mandat d'un altre: Així, per exemple, el poder executiu pot dissoldre el Parlament o aquest pot censurar membres de l'Executiu i obligar-lo a renunciar. Aquestes facultats busquen evitar l'hegemonia d'un òrgan sobre els altres i aconseguir l'equilibri.
El cas de sistema de govern a què fem esment es dona en règims parlamentaris o amb tendència parlamentària, els quals inclouen trets que també podem trobar en els anomenats règims de naturalesa mixta, com el cas del semipresidencialisme francès.